# Климово (Нагорьевское сельское поселение)
Климово — местечко в Переславском районе Ярославской области.

## География
Находится в южной части Ярославской области на расстоянии приблизительно 25 км на северо-запад по прямой от районного центра города Переславль-Залесский.

## История
Населенный пункт был отмечен еще на карте 1808 года. В 1859 году здесь (сельцо Переславского уезда Владимирской губернии) было учтено 11 дворов. До 2018 года местечко входило в состав Нагорьевского сельского поселения.

## Население
Численность населения: 105 человек (1859 год), 0 как в 2002 году, так и в 2010.